# Gesetzgebung
Die Gesetzgebung ist die Schaffung von Rechtsnormen. Ihre Regelung gehört zu den Mindestinhalten jeder Verfassung.

## Organ- und Verbandskompetenz
Sie obliegt in einer parlamentarischen Demokratie vor allem dem Parlament als legislativer Staatsgewalt. Typischerweise ist ein besonderes Gesetzgebungsverfahren vorgesehen. Neben diesen Parlamentsgesetzen, die auch als „Gesetze im formellen Sinn“ bezeichnet werden, gibt es aber auch untergesetzliche Rechtsnormen, etwa Rechtsverordnungen und Satzungen, die von Verwaltungsorganen erlassen werden. Hier stellt sich die Frage nach der Organkompetenz, also wann die Verwaltung tätig werden darf und wann ein Parlamentsgesetz erforderlich ist (Vorbehalt des Gesetzes).
In einem Bundesstaat muss aber neben der Organkompetenz noch eine weitere Frage geklärt werden. Hier existieren nämlich mehrere staatliche Ebenen, sodass festgelegt werden muss, welcher dieser Verbände jeweils für die Gesetzgebung zuständig sein soll (Verbandskompetenz).
Die so zustande gekommenen Rechtsnormen werden von der zuständigen Verwaltung ausgeführt (siehe Verwaltungskompetenz) und gegebenenfalls durch die Rechtsprechung kontrolliert.

## Länderspezifisches

### Deutschland
In Deutschland können der Bund und jedes Land Gesetze erlassen. Die Gesetzgebung des Landes ist in der jeweiligen Landesverfassung normiert, die des Bundes im Grundgesetz. Letztere wird primär durch den Bundestag ausgeübt. Allerdings sind auch der Bundesrat, die Bundesregierung und schließlich der Bundespräsident beteiligt.

#### Gesetzgebungskompetenz
Die Gesetzgebungskompetenz bezeichnet das Recht und die Fähigkeit, Gesetze im formellen Sinne (Parlamentsgesetze) zu erlassen. Für die Abgrenzung zur Verbandskompetenz der Länder greift das Grundgesetz die allgemeine Grundregel des Art. 30 GG auf: Nach der Verfassung haben die Bundesländer das Recht der Gesetzgebung, soweit das Grundgesetz es nicht auf den Bund übertragen hat (Art. 70 Abs. 1 GG). Die Länderkompetenzen werden also nicht einzeln aufgeführt. Zu ihrem Kernbereich gehören aber insbesondere das Kommunalrecht und der Bereich von Bildung und Kultur („Kulturhoheit der Länder“). Daher sind im öffentlichen Recht die Polizei-, Kommunal- und Kultushoheit noch echte Kernkompetenzen der Länder.
Entgegen dieser Regelungen, nach der im Zweifel die Länder zuständig sind, hat sich durch zahlreiche Ausnahmen und eine bundesfreundliche Rechtsprechung des Bundesverfassungsgerichts im Laufe der Zeit das praktische Verhältnis zu Lasten der Länder umgekehrt. Darauf wollte die Föderalismusreform reagieren.

##### Geschriebene Bundeskompetenzen
Der Bund ist grundsätzlich nur dann zuständig, wenn es ausdrücklich in der Verfassung vorgesehen ist.

##### Ungeschriebene Kompetenztitel des Bundes
Die Regelungstechnik des Grundgesetzes – Landeskompetenz, wenn nichts anderes ausdrücklich vorgesehen ist – schließt ungeschriebene Bundeskompetenzen eigentlich aus.
In ganz engem Umfang sind sie dennoch anerkannt. Man unterscheidet
- Kompetenz kraft Sachzusammenhangs,
- Annexkompetenz und
- Kompetenz kraft Natur der Sache.

##### Negative Gesetzgebungskompetenz des Bundesverfassungsgerichts
Gemäß § 78 BVerfGG hat das Bundesverfassungsgericht negative Gesetzgebungskompetenz in den Fällen, in denen Bundesrecht mit dem Grundgesetz oder Landesrecht mit dem Grundgesetz oder sonstigem Bundesrecht unvereinbar ist: es stellt mit Gesetzeskraft dessen Nichtigkeit fest. Auch die Feststellung, dass die Erforderlichkeit einer bundesgesetzlichen Regelung nicht mehr besteht (Art. 93 Abs. 3 GG), ersetzt ein Bundesgesetz.

#### Verfahren und Form
Das im siebten Abschnitt des Grundgesetzes geregelte Gesetzgebungsverfahren obliegt dem Bundestag als dem an der Gesetzgebung beteiligten wichtigsten Organ der Legislative. 
Bundesregierung, Bundesrat und Mitglieder des Bundestages (mindestens fünf Prozent oder eine Fraktion) besitzen das Initiativrecht, also das Recht, ein neues Gesetz oder ein Gesetz zur Änderung oder Aufhebung eines anderen Gesetzes als Entwurf zur Abstimmung in den Bundestag einzubringen. Der Bundestag berät über die eingebrachten Gesetze, die nach dem Grundgesetz in seinen Kompetenzbereich fallen (und nicht Sache der Länder sind), in drei Lesungen. 
Aufgrund des föderalen Systems in Deutschland sind die Bundesländer durch den Bundesrat am Gesetzgebungsverfahren beteiligt und alle Gesetze werden diesem Organ zur Abstimmung vorgelegt. Dieser kann – abhängig von der Art des Gesetzes – einen Entwurf nach erfolglosem Anruf des Vermittlungsausschusses auch scheitern lassen.
Hat ein Gesetz den Bundestag und den Bundesrat in dem durch das Grundgesetz, die Geschäftsordnung des Deutschen Bundestages und Geschäftsordnung des Bundesrates geregelten Verfahren passiert, wird es in gedruckter Fassung an das zuständige Bundesministerium und dann zur Gegenzeichnung an den Bundeskanzler weitergeleitet, bevor es dem Bundespräsidenten vorgelegt wird. Dieser hat das Recht zu prüfen, ob das ihm vorgelegte Gesetz mit der Verfassung in Einklang steht und ob es der Verfassung entsprechend zustande gekommen ist. Abschließend unterzeichnet der Bundespräsident das Gesetz, es ist damit ausgefertigt. Danach wird es im Bundesgesetzblatt formell unter Angabe des Tages des Inkrafttretens verkündet (Art. 82 GG).

#### Materielle Bindung und Überprüfung
Der Gesetzgeber ist in seinen Entscheidungen an die Verfassung gebunden (Art. 20 Abs. 3 GG) und muss bei der Schaffung neuer Gesetze grundlegende Prinzipien berücksichtigen, im Strafrecht beispielsweise das Prinzip „Keine Strafe ohne Gesetz“ (nulla poena sine lege) gemäß Art. 103 GG. Zu den rechtsstaatlichen Grundsätzen gehört ferner das Verbot der Rückwirkung zum Nachteil des Bürgers, wenngleich von diesem Prinzip Durchbrechungen anerkannt sind.
Jedes neue Gesetz ist demnach an den Werten der Verfassung zu messen, etwa dem Rechtsstaatsprinzip oder den Staatszielbestimmungen. Insbesondere muss der Gesetzgeber die Grundrechte beachten, darf sie zwar durch Gesetz einschränken, aber nicht verletzen. Andernfalls ist das Gesetz verfassungswidrig und nichtig, also wirkungslos. Die Nichtigkeit kann nur durch das Bundesverfassungsgericht festgestellt werden (Verwerfungsmonopol).
Allerdings wird dem Bundespräsidenten eine Prüfungskompetenz zuerkannt, wonach er bei formellen Fehlern oder einem offensichtlichen Bruch der Verfassung durch das Gesetz seine Unterzeichnung verweigern und das Gesetz somit nicht wirksam werden lassen kann (→ Unterzeichnung und Prüfung von Gesetzen durch den Bundespräsidenten).
Die Prüfung und Berichtigung von Gesetzentwürfen und Gesetzen bei Druckfehlern und anderen offenbaren Unrichtigkeiten ist in § 61 GGO geregelt.